# (73735) 1993 QE3
(73735) 1993 QE3 – planetoida z grupy przecinających orbitę Marsa okrążająca Słońce w ciągu 3,14 lat w średniej odległości 2,14 j.a. Odkryta 18 sierpnia 1993 roku.